# ベイトル＝モガッダス作戦
ベイトル＝モガッダス作戦（〜さくせん、ペルシア語: عملیات بیت‌المقدس; ‘Amarīyāt-e Beyt ol-Moqaddas）は、イラン・イラク戦争中、フーゼスターン州を占領したイラク軍に対するイラン軍による攻勢作戦である。ベイトル・モガッダスはアラビア語のペルシア語読みで「聖なる家」すなわちエルサレムを指す。したがって欧米語では「エルサレム作戦」として知られる。

## 概要
タリーゴル＝コッズ作戦以降、イラク軍との戦いに自信を取り戻したイランは、ファトホル＝モビーン作戦に引き続きフーゼスターンを占領しているイラク軍を撃退すべく本作戦を開始した。

## 戦闘
イランは、革命防衛隊約70,000人を投入し、スーサンゲルド西方からアーバーダーンにかけての約120kmに及ぶ南部戦線で攻撃を開始。同正面にて防御していたイラク第4軍団はホッラムシャフルへ撤退しここでイラン軍を迎え撃つこととなった。4月24日、攻撃発起日午後にはカールン川の3箇所を渡河、アフヴァーズ〜スーサンゲルド間の幹線道路を確保することに成功した。
しかし、イラク軍の抵抗は徐々に激しくなり5月3日以降、攻撃は停滞した。革命防衛隊による狂信的波状攻撃は継続されたが攻めあぐねていた。7日にはカールン川西岸地区でも攻撃は停滞。19日にはスーサンゲルド北方から第46機械化師団及び第37戦車旅団、第9師団第14戦車旅団を投入して状況を打開しようとするも、やがて前進は停止し再び停滞した。
さらに20日にはイラク軍は大規模な反撃を開始するも士気の低下もあり失敗した。
5月24日、イラク軍は撤退。漸くイラン軍はホッラムシャフルを解放した。